# Марленго
Марленго, Марленґо (італ. Marlengo) — муніципалітет в Італії, у регіоні Трентіно-Альто-Адідже,  провінція Больцано.
Марленго розташоване на відстані близько 540 км на північ від Рима, 65 км на північ від Тренто, 23 км на північний захід від Больцано.
Населення — 2594 особи (2014).
Щорічний фестиваль відбувається 15 серпня. Покровителька — Богородиця Небовзята.

## Демографія
Населення за роками:

Станом на 1 січня 2023 року в муніципалітеті офіційно проживали 272 іноземці з 42 країн, серед них 132 громадяни країн Євросоюзу та 11 громадян України.

## Сусідні муніципалітети
- Чермес
- Лагундо
- Лана
- Мерано
- Парчинес